# Consórcio de Desenvolvimento dos Municípios do Alto Tietê
O Consórcio de Desenvolvimento dos Municípios do Alto Tietê (CONDEMAT+) é uma entidade brasileira com sede na
cidade de Mogi das Cruzes. Foi fundada em 2010, em substituição a Associação dos Municípios do Alto Tietê (AMAT) .
É composta pelos municípios da Região do Alto Tietê, juntamente com Igaratá, Mairiporã  e Santa Branca e visa à integração administrativa, econômica e social, o desenvolvimento político-administrativo através do planejamento microrregional e prestação de assistência técnica e serviços nas diversas áreas de ação das administrações municipais.

## O consórcio
Atualmente são 14 municípios consorciados: Arujá, Biritiba Mirim, Ferraz de Vasconcelos, Guararema, Guarulhos, Igaratá, Itaquaquecetuba, Mairiporã, Mogi das Cruzes, Poá, Salesópolis, Santa Branca, Santa Isabel e Suzano . O consórcio cumpre um papel importante na região, e luta pelos interesses e anseios locais se engajando em ações políticas e sociais de integração.
Os municípios contribuem financeiramente e os prefeitos dos municípios da região definem as estratégias de ação do consórcio.

## Conselho de prefeitos que compõem o CONDEMAT+
O presidente eleito para a gestão 2025 do CONDEMAT+ é o prefeito de Itaquaquecetuba, Eduardo Boigues Queroz (PL). Além dele, integram o conselho:
- Luis Antonio de Camargo (PSD), prefeito de Arujá
- Carlos Alberto Taino Junior - Inho (PL), prefeito de Biritiba Mirim
- Priscila Conceição Gambale Vieira Matos (PODE), prefeita de Ferraz de Vasconcelos
- José Luiz Eroles Freire - Zé (PL), prefeito de Guararema
- Lucas Sanches Promessia (PL), prefeito de Guarulhos
- Gabriel Gomes Prianti de Jesus (Republicanos), prefeito de Igaratá
- Walid Ali Hamid - Aladim (PSD), prefeito de Mairiporã
- Maria Luisa Piccolomini Bertaiolli - Mara Bertaiolli (PL), prefeita de Mogi das Cruzes
- Saulo de Oliveira Souza (PP), prefeito de Poá
- Rodolfo Rodrigues Marcondes (PODE), prefeito de Salesópolis
- Adriano Marchesani Levorin (PL), prefeito de Santa Branca
- Carlos Augusto Chinchilla Alfonzo (PODE), prefeito de Santa Isabel
- Pedro Charles Shirakawa Ishi (PL), prefeito de Suzano

## Lista de presidentes da AMAT e CONDEMAT+ 1989 -2025
| Presidente | Presidente                                       | Cidade                            | Partido | Início do mandato | Fim do mandato |
| ---------- | ------------------------------------------------ | --------------------------------- | ------- | ----------------- | -------------- |
| 1          | Estevam Galvão Estevam Galvão de Oliveira        | Suzano                            | PFL     | 1989              | 1992           |
| 1          | Estevam Galvão Estevam Galvão de Oliveira        | Prefeito de Suzano                |         |                   |                |
| 2          | Dema Waldemar Marques de Oliveira Filho          | Ferraz de Vasconcelos             | PSDB    | 1999              | 2000           |
| 2          | Dema Waldemar Marques de Oliveira Filho          | Prefeito de Ferraz de Vasconcelos |         |                   |                |
| 3          | Junji Abe                                        | Mogi das Cruzes                   | PSDB    | 2001              | 2003           |
| 3          | Junji Abe                                        | Prefeito de Mogi das Cruzes       |         |                   |                |
| 4          | Zé Biruta José Carlos Fernandes Chacon           | Ferraz de Vasconcelos             | PPS     | 2003              | 2004           |
| 4          | Zé Biruta José Carlos Fernandes Chacon           | Prefeito de Ferraz de Vasconcelos |         |                   |                |
| 5          | Junji Abe                                        | Mogi das Cruzes                   | PSDB    | 2005              | 2007           |
| 5          | Junji Abe                                        | Prefeito de Mogi das Cruzes       |         |                   |                |
| 6          | Marcelo Cândido Marcelo de Sousa Cândido         | Suzano                            | PT      | 2007              | 2008           |
| 6          | Marcelo Cândido Marcelo de Sousa Cândido         | Prefeito de Suzano                |         |                   |                |
| 7          | Junji Abe                                        | Mogi das Cruzes                   | PSDB    | 2008              | 2008           |
| 7          | Junji Abe                                        | Prefeito de Mogi das Cruzes       |         |                   |                |
| 8          | Jorge Abissamra                                  | Ferraz de Vasconcelos             | PSB     | 2009              | 2010           |
| 8          | Jorge Abissamra                                  | Prefeito de Ferraz de Vasconcelos |         |                   |                |
| 9          | Abel Larini Abel José Larini                     | Arujá                             | PR      | 2010              | 2011           |
| 9          | Abel Larini Abel José Larini                     | Prefeito de Arujá                 |         |                   |                |
| 10         | Jorge Abissamra                                  | Ferraz de Vasconcelos             | PSB     | 2012              | 2012           |
| 10         | Jorge Abissamra                                  | Prefeito de Ferraz de Vasconcelos |         |                   |                |
| 11         | Sebastião Almeida Sebastião Alves de Almeida     | Guarulhos                         | PT      | 2013              | 2014           |
| 11         | Sebastião Almeida Sebastião Alves de Almeida     | Prefeito de Guarulhos             |         |                   |                |
| 12         | Marco Bertaiolli Marco Aurélio Bertaiolli        | Mogi das Cruzes                   | PSD     | 2015              | 2016           |
| 12         | Marco Bertaiolli Marco Aurélio Bertaiolli        | Prefeito de Mogi das Cruzes       |         |                   |                |
| 13         | Adriano Leite Adriano de Toledo Leite            | Guararema                         | PR      | 2017              | 2017           |
| 13         | Adriano Leite Adriano de Toledo Leite            | Prefeito de Guararema             |         |                   |                |
| 14         | Rodrigo Ashiuchi Rodrigo Kenji de Souza Ashiuchi | Suzano                            | PR / PL | 2018              | 2019           |
| 14         | Rodrigo Ashiuchi Rodrigo Kenji de Souza Ashiuchi | Prefeito de Suzano                |         |                   |                |
| 15         | Marcus Melo Marcus Vinicius de Almeida e Melo    | Mogi das Cruzes                   | PSDB    | 2020              | 2020           |
| 15         | Marcus Melo Marcus Vinicius de Almeida e Melo    | Prefeito de Mogi das Cruzes       |         |                   |                |
| 16         | Adriano Leite Adriano de Toledo Leite            | Guararema                         | PL      | 2020              | 2020           |
| 16         | Adriano Leite Adriano de Toledo Leite            | Prefeito de Guararema             |         |                   |                |
| 17         | Rodrigo Ashiuchi Rodrigo Kenji de Souza Ashiuchi | Suzano                            | PL      | 2021              | 2021           |
| 17         | Rodrigo Ashiuchi Rodrigo Kenji de Souza Ashiuchi | Prefeito de Suzano                |         |                   |                |
| 18         | Guti Gustavo Henric Costa                        | Guarulhos                         | PSD     | 2022              | 2022           |
| 18         | Guti Gustavo Henric Costa                        | Prefeito de Guarulhos             |         |                   |                |
| 19         | Caio Cunha Caio César Machado da Cunha           | Mogi das Cruzes                   | PODE    | 2023              | 2023           |
| 19         | Caio Cunha Caio César Machado da Cunha           | Prefeito de Mogi das Cruzes       |         |                   |                |
| 20         | Vanderlon Gomes Vanderlon Oliveira Gomes         | Salesópolis                       | PL      | 2024              | 2024           |
| 20         | Vanderlon Gomes Vanderlon Oliveira Gomes         | Prefeito de Salesópolis           |         |                   |                |
| 21         | Eduardo Boigues Eduardo Boigues Queroz           | Itaquaquecetuba                   | PL      | 2025              | Atual          |
| 21         | Eduardo Boigues Eduardo Boigues Queroz           | Prefeito de Itaquaquecetuba       |         |                   |                |

## Outros consórcios
Além do CONDEMAT+, na Região Metropolitana de São Paulo e outros municípios limítrofes, estão constituídos os demais consórcios:
- Cimbaju (Consórcio Intermunicipal Bacia Alto Juqueri), formado por Caieiras, Cajamar, Francisco Morato, Franco da Rocha e Mairiporã;
- CIOESTE (Consórcio Intermunicipal da Região Oeste Metropolitana de São Paulo), formado por Araçariguama, Barueri, Cajamar, Carapicuíba, Cotia, Itapevi, Jandira, Osasco, Pirapora do Bom Jesus, Santana de Parnaíba, São Roque e Vargem Grande Paulista;
- Conisud (Consórcio de Desenvolvimento Região Sudeste), formado por Cotia, Embu das Artes, Embu-Guaçu, Itapecerica da Serra, Juquitiba, São Lourenço da Serra, Taboão da Serra e Vargem Grande Paulista;
- Consórcio ABC (Consórcio Intermunicipal  Grande ABC), formado por Santo André, São Bernardo do Campo, São Caetano do Sul, Diadema, Mauá, Ribeirão Pires e Rio Grande da Serra.